# 弗拉特羅克 (阿拉巴馬州)
弗拉特羅克（英語：Flat Rock）是一個位於美國阿拉巴馬州傑克遜縣的非建制地區。該地的面積約為86.285平方千米，而人口數量為3,914人。

## 地理
弗拉特羅克的座標為34°46′11″N 85°45′40″W / 34.76972°N 85.76111°W，而該地的平均海拔高度為416米（即1365英尺）。